# AIHO
株式会社AIHO（アイホー）は、愛知県豊川市に本社を置く業務用厨房機器総合メーカー。
日本の業務用炊飯器のシェアではトップである（2022年8月時点）。愛知ブランド企業に認定されている。

## 概要
業務用のスライサー、ミキサー、ピーラーといった調理機器、再加熱式カートシステムといった病院や福祉施設向けの機器、コンビオーブン、フライヤーなどの加熱機器、連続炊飯器、炊飯ライン、冷却機器、食器洗浄機、消毒保管機といった業務用厨房機器をラインナップする業務用厨房機器の総合メーカーである。
コロナ禍により、飲食店、コンビニエンスストア、持ち帰り弁当店、スーパーマーケットなどで総菜などを購入する需要が増えているが、そういったコンビニエンスストアの食品工場やスーパーマーケットの総菜工場、冷凍食品メーカーなどで使われる厨房機器、学校給食や病院の給食をつくる厨房機器や設備の開発・製造も行っている。

## 歴史
1953年（昭和28年）8月18日、自動車部品加工業として創業した。1957年（昭和32年）12月23日に株式会社に改組し、愛豊鉄工株式会社を設立した。1958年（昭和33年）7月には厨房メーカーへ転換した。
1991年（平成3年）には愛豊鉄工株式会社から株式会社AiHOに社名変更した。1995年（平成7年）5月、本社の新社屋が竣工した。2002年（平成14年）11月には中国に進出して合弁会社を設立した。2006年（平成18年）、愛知県によって愛知ブランド企業に認定された。

## DX推進
AIHOでは以前から技術部門を中心に既存資料のデータ化に取り組んでいたが、生産現場でもデジタルトランスフォーメーション（デジタル変革、DX）を達成すべく2023春に「DX推進課」を設置して、会社全体でDXを促す体制を整えた。
AIHOが生産する業務用炊飯機器や洗浄機器には設置スペースが100平方メートルを超えるものもあり、部品点数も多く、現場に保存してある標準仕様の機器で部品図面は7万点以上になり、特別仕様の機器にいたっては部品図面が10万点以上になるものもある。従来は機器の発注があると担当作業者が紙の図面を保管棚まで取りに行き、作業終了後に図面を補完棚へ戻し、仕様変更がある場合にも図面の差し替えは棚まで往復していた。標準仕様7万点をデータ化すると共に、作業現場で作業カード（指示書）をスキャナーで読み込むとパソコンの画面に図面を表示するシステムを導入し、機械加工や板金加工工程にパソコン40台配置した。これによって、図面の準備や保管などに要していた年間1300時間の削減が実現でき、この時間を他の作業に振り分けることが可能となった。併せて、使用する図面を棚から出す際に誤って異なる他の図面を取り出すといったミスもなくなり、パソコン画面で拡大が行えるため、詳細部分の確認できるようになった。さらには、図面保管場所がそれまで約200平方メートルあったものが、このスペースを治具や仕掛品の保管場所として活用できるようになった。
生産効率化の効果としては、年間1000万円以上と試算されており、AIHOでは引き続き、特殊部品や手順書のデータ化を行うと共に、機器の組み立て工程でもDXによる作業効率の向上を図るとしている（2024年時点）。